# ジョン・ポーレット (第2代ポーレット伯爵)
第2代ポーレット伯爵ジョン・ポーレット（英語: John Poulett, 2nd Earl Poulett、1708年12月10日 – 1764年11月5日）は、グレートブリテン王国の貴族。1743年までヒントン子爵の儀礼称号を使用した。

## 生涯
初代ポーレット伯爵ジョン・ポーレットと妻ブリジット（Bridget、旧姓バーティー（Bertie）、1682年以前 – 1748年3月23日、ペレグリン・バーティーの娘）の長男として、1708年12月10日にロンドンで生まれた。トーントン・グラマー・スクールで教育を受けた。
1731年7月16日から1755年まで国王ジョージ2世の寝室侍従を務めた。
1734年1月16日、繰上勅書により存命中の父からポーレット男爵の爵位を継承した。1743年5月28日に父が死去すると、ポーレット伯爵の爵位を継承した。
1744年から1764年までサマセット統監を務めた。1759年7月3日、サマセット民兵隊第1連隊の隊長に就任した。
1764年11月5日に生涯未婚のまま死去、13日にヒントン・セント・ジョージで埋葬された。弟ヴィアーが爵位を継承した。